# Girolamo Bernerio
Girolamo Bernerio (né en 1540 à Corregio, en Émilie-Romagne, Italie, alors dans le duché de Modène, et mort à Rome le 5 août 1611) est un cardinal italien du XVIe siècle et du début du XVIIe siècle. Il est membre de l'ordre des dominicains.
D'autres cardinaux de la famille sont Scipione Cobelluzzi (1616), Francesco Cennini de' Salamandri (1621) et Desiderio Scaglia, O.P. (1621).

## Biographie
Girolamo Bernerio est notamment théologien du cardinal Niccolò Sfondrati, le futur Grégoire XIV, inquisiteur à Gênes et prieur de l'abbaye de Santa Sabina à Rome. En 1586 il est nommé évêque d'Ascoli Piceno.
Bernerio est créé cardinal par le pape Sixte V lors du consistoire du 16 novembre 1586. Dans l'année sainte de 1600 il commande plusieurs œuvres du peintre Lavinia Fontana. Il est cardinal protoprêtre en 1602 et est nommé vice-doyen du Collège des cardinaux en 1607.
Bernerio participe aux deux conclaves de 1590 (élection de Urbain VII et Grégoire XIV) et aux conclaves de 1591 (élection d'Innocent XI), de 1592 (élection de Clément VIII) et aux conclaves de 1605 (élection de Léon XI et de Paul V).